# Hillsdale (Kansas)
Hillsdale – jednostka osadnicza w Stanach Zjednoczonych, w stanie Kansas, w hrabstwie Miami.